# Арманд, Шон
Шон Арманд (англ. Sean Armand; род. 26 августа 1991, Бруклин, Нью-Йорк, США) — американский профессиональный баскетболист, играющий на позиции атакующего защитника.

## Карьера
Арманд родился в Нью-Йорке, где жил и учился до окончания университета Иона в 2014 году. По итогам своего заключительного сезона на студенческом уровне вошёл в первую сборную конференции MAC.
Начинал свою профессиональную карьеру в немецком «Скайлайнерс», а затем отыграл 3 сезона в чемпионате Турции. В 2017 году Шон принимал участие в конкурсе трёхочковых бросков в рамках «Матча всех звёзд» турецкой Суперлиги.
В сезоне 2017/2018 Арманд выступал за «Газиантеп». В среднем за игру Шон набирал 16,1 очка, 4,9 передачи и 3,5 подбора.
В июле 2018 года Арманд перешёл в «Зенит». Большую часть сезона 2018/2019 Шон восстанавливался от травмы. Арманд провёл 6 матчей Еврокубка в среднем набирая 4,7 очка и 2,2 передачи. В Единой лиге ВТБ выходил на паркет в 14 играх и набрал 7,8 очка, 2,4 подбора и 2,7 передачи.
Сезон 2019/2020 Арманд начинал в «Бахчешехир Колежи», но в январе 2020 года перешёл в «Элан Шалон».
В августе 2020 года Арманд подписал контракт с «Маккаби» (Ришон-ле-Цион), но в сентябре покинул команду после решения израильского клуба сняться с Еврокубка.
В октябре 2020 года Арманд вернулся в «Элан Шалон». В 28 матчах чемпионата Франции Шон набирал 16,8 очка, 3,4 подбора и 4,6 передачи и 1,0 перехвата в среднем за игру.
Сезон 2021/2022 Арманд начинал в «Фуэнлабраде». В 9 матчах чемпионата Испании статистика Шона составила 11,0 очков, 2,6 передачи и 2,4 подбора.
В декабре 2021 года Арманд перешёл в «Петким Спор» в составе которого набирал 20,5 очка, 3,1 подбора и 4,8 передачи в среднем за игру.
В августе 2022 года Арманд стал игроком «Аль-Иттихад» (Александрия).
В феврале 2023 года Арманд продолжил карьеру в «Автодоре».